# Tuněchody
Tuněchody (en allemand : Tuniechod) est une commune du district de Chrudim, dans la région de Pardubice, en République tchèque. Sa population s'élevait à 604 habitants en 2022.

## Géographie
Tuněchody se trouve à 5 km au nord-est de Chrudim, à 8 km au sud-est de Pardubice et à 101 km à l'est de Prague.
La commune est limitée par Pardubice au nord, par Úhřetice à l'est, par Chrudim au sud et au sud-ouest, et par Ostřešany à l'ouest.

## Histoire
La première mention écrite de la localité date de 1349.

## Transports
Par la route, Tuněchody se trouve à 6 km de Chrudim, à 10 km de Pardubice et à 127 km de Prague. 